# Steinernema feltiae
Espèce
Steinernema feltiae est une espèce de nématodes de la famille des Steinernematidae.

## Lutte biologique
Ce nématode est utilisé en lutte biologique contre le tigre du platane (Corythucha ciliata). En effet Steinernema feltiae parasite le tube digestif de ces insectes, ravageurs des platanes; et libère une bactérie qui provoque une septicémie et la mort de ces derniers.

## Systématique
Le nom valide complet (avec auteur) de ce taxon est Steinernema feltiae (Filipjev, 1934) Wouts (d), Mráček (d), Gerdin (d) & Bedding (d), 1982,.
L'espèce a été initialement classée dans le genre Neoaplectana sous le protonyme Neoaplectana feltiae Filipjev, 1934.
Steinernema feltiae a pour synonymes :
- Neoaplectana bibionis Bovien, 1937
- Neoaplectana feltiae Filipjev, 1934
- Neoaplectana leucaniae Hoy, 1954
- Steinernema bibionis (Bovien, 1937) Wouts, Mracek, Gerdin & Bedding, 1982
- Steinernema leucaniae (Hoy, 1954) Wouts, Mracek, Gerdin & Bedding, 1982

### Publication originale
- (en) W. M. Wouts, Z. Mráček, S. Gerdin et R. A. Bedding, « Neoaplectana Steiner, 1929 a junior synonym of Steinernema Travassos, 1927 (Nematoda; Rhabditida) », Systematic Parasitology, Springer Science+Business Media, vol. 4, no 2,‎ juillet 1982, p. 147-154 (ISSN 0165-5752 et 1573-5192, OCLC 41978964, DOI 10.1007/BF00018998, lire en ligne).